# Sekrety (film 2007)
Sekrety (cz. Tajnosti) – czesko-słowacki komediodramat z 2007 roku w reżyserii Alice Nellis. Zdjęcia kręcono w Pradze. Obraz zdobył 10 nominacji do nagrody Czeskiego Lwa oraz dwie statuetki (za najlepszy film roku i za najlepsze zdjęcia), a także nagrodę dziennikarzy.

## Fabuła
Julie jest kobietą w średnim wieku, która zdaje się mieć wszystko, czego potrzeba do szczęścia. Ma odchowaną nastoletnią córkę, atrakcyjnego kochanka, troskliwego i dobrze prosperującego męża, a także satysfakcjonującą pracę w charakterze tłumaczki. Gdy jednak mebluje luksusowy dom swoich marzeń, dochodzi do wniosku, że brakuje jej fortepianu. Odczucie egzystencjalnego kryzysu potęguje u niej wiadomość o śmierci amerykańskiej piosenkarki jazzowej Niny Simone. Sytuacja ta prowadzi do nagłego wytrącenia Julie z codzienności i zmuszenia jej do określenia się na nowo.

## Obsada
- Iva Bittová – Julie
- Karel Roden – Richard
- Martha Issová – Cecílie
- Miloslav König – sprzedawca fortepianów
- Ivan Franek – Karel
- Natálie Drabiscáková – Ardana
- Kamila Vondrová – Denisa
- Igor Chmela – młodzieniec
- Miroslav Krobot – ginekolog
- Sabina Remundová – dziewczyna
- Anna Šišková – agentka nieruchomości
- Doubravka Svobodová[4]